# K-pop
K-pop (/keɪ pɔp/, kratica za angl. »Korean pop«; kor. 가요 kajo) je glasbena zvrst, ki vključuje veliko stilov južnokorejske glasbe, vključno z različnimi smermi plesne glasbe, elektropopom, hip hopom in sodobnim ritmom ter bluesom.
Po mnenju novinarja ameriške glasbene revije Rolling Stone, je K-pop »mešanica modne zahodne popularne glasbe in visoko-energetskega japonskega popa« (J-popa), ki »lovi glave poslušalcev s ponavljajočimi spevnimi frazami, včasih v angleškem jeziku«. K-pop »sledi liniji mešanja stilov, združuje petje in rapanje ter daje poseben poudarek predstavam in močni vizualni učinki«.
K-pop ni samo glasba, K-pop je subkultura, ki je priljubljena med mladimi po vsem svetu. Zahvaljujoč internetu in dostopu do digitalnih vsebin K-pop doseže široko občinstvo. Popularnost korejske glasbe sledi navdušenju nad korejsko kulturo t.i. k-wave.

## Znane K-pop skupine in glasbeniki
- BTS
- EXO
- Blackpink
- Stray Kids
- Big Bang
- GFriend
- MONSTA X (7)
- Ateez
- NCT
- Seventeen
- Girls' Generation
- Got7
- Hyuna
- ITZY
- IU
- JYJ
- Kara
- PSY
- Red Velvet
- Shinee
- SS501
- Super Junior
- T-ara
- TVXQ
- Twice
- Wonder Girls
- Dreamcatcher
- 2AM
- 2PM
- 2NE1
- BoA
- Tommorrow by together
- IVE
- NewJeans
- Le Sserafim
- ILLIT